# José Martí
José Julián Martí Pérez (Kuba, Havanna, 1853. január 28. – Kuba, Dos Ríos, 1895. május 19.) kubai költő, író, szabadságharcos.

## Életpályája
A kubai történelem egyik kiemelkedő személyisége. Költő, író, politikailag rendkívül agilis szabadsághős. Még húszéves sem volt, amikor kényszermunkára ítélték egy kőfejtőben, amiért részt vett az 1868-as összeesküvésben a függetlenséget támogatva. Mielőtt száműzetésbe vonult Spanyolországba, rabszolgaként robotolt, kezén-lábán láncra fűzve. Európában írta meg El presidio político de Cuba című esszéjét 1871-ben, amely főleg az emberi szenvedésből merít ihletet. A kőfejtőbeli nehéz munka ábrázolásában visszaköszön a spanyol hódítók emberi élet iránti érzéketlensége is. A szabadságra való jog és az emberi élet sérthetetlensége Martí egyik rendíthetetlen meggyőződése volt. 1871-től 1875-ig tanulmányokat folytatott, s 1877-ben kinevezték a Guatemalai Egyetem irodalomprofesszorává. Kubába csak egyszer tért vissza, amikor 1878-ban amnesztiát kapott, akkor is csak rövid időre, mert újra összeesküvést szervezett és újfent kiutasították az országból. Életének utolsó éveit 1881-ig Venezuelában, majd az Egyesült Államokban töltötte. Innen kelt útra, hogy harcoljon Máximo Gómez tábornok oldalán. 1895. május 19-én elesett egy ütközetben Boca de Dos Ríos-ban. Bebalzsamozott teste a Santa Ifigenia temetőben van elhelyezve Santiago de Cubában. Hazájában hősként tisztelik, a havannai repülőtér az ő nevét viseli.

## Irodalmi munkássága

### Prózája
Rubén Darío szerint Martí írta a világon a legszebb prózát. Írása rendkívül világos, de csak első ránézésre, mivelhogy irodalmi nyelvhasználata bonyolultabb, mint kortársaié. Az amerikai Ralph Waldo Emerson hatása alatt is alkotott, akinek, mint tudjuk, a szó jelkép. Martí így fogalmazza meg: Csakis metaforákban beszélünk, mert a természet az emberi lélek metaforája. Vallja, hogy a költészet nyelve a mély bölcsességekből ered. A legnagyobb erejű megfogalmazás legtöbbször a legegyszerűbb és a legtömörebb. Csakúgy mint Emerson, Martí is felismeri, hogy a nyelv forrása szorosan kötődik a nép emberi tulajdonságaihoz, s ebből a forrásból merít mindenki, aki új szavakat alkot vagy verset ír. Véleménye szerint az emberek művek, kifejezések, tükörképek, abban élnek, ami a korszakukban történik vagy ami attól lényegesen különbözik. Éppen ezért hangsúlyozza ki az őszinteséget, amit úgy fog fel mint az igazságot a korszakról, amiben élünk. Az irodalom ösztönös tanács és a természet iskolája. Sokat elmélkedett a nyelvről, a társadalomról, az emberről, a költészetről s így fejlődött azon meggyőződésére, mi szerint a természet központjában az ember áll, aki fokozatos fejlődésen megy keresztül tanulása révén. Mindenekelőtt az emberiséget akarta jobbá tenni és Kubát felszabadítani. Ennek tudható be, hogy noha a költészet élete nagy szerelme, írásai inkább gyakorlatiasak. Értékrendjében fontos helyet foglal el a természet és a történelem iránti hűség. Hitte, hogy minden hamisság és gyávaság megbosszulja önmagát, ha nem most, majd a jövőben. Az eljövendő mond majd ítéletet azok felett, akik nem törődtek az emberiség előremozdításával. Ugyanezen szempontból szemléli a múlt hőseit, Bolívart, San Martínt és Paízt, és kortársait is, Gómezt, Whitmant és Emersont. Ezekről a hősökről írt művei legjobb prózái közé tartoznak. Szintén rokonszenvezett azokkal, akik, noha műveletlen barbárok voltak, nem csak saját kényelmüket és önző céljaikat tartották szem előtt. Képes volt felismerni az egyszerű, vadon élő ember erényeit s természethez való kapcsolatának tiszteletreméltó oldalát. Martí hitvallása merőben különbözik a Darío-féle modern tollforgatóktól, akik jövőkép nélkül határolták el magukat a társadalomtól. A soknemzetiségű társadalmak jövőjével kapcsolatban nem volt borúlátó és főleg azon kultúrákat tisztelte, amik nem európai eredetűek voltak.

### Költészete
Martí költészete éppannyira eredeti, mint elbeszélései. Már életében kiadott verseket, amiket a fiának ajánlott Ismaelillo néven, de Egyszerű versek és Szabad versek kötetei csak halála után jelentek meg. Versei aggályai vagy nagy reményei gyümölcsei, nemegyszer a szabadság és a szépség hatása alatt születnek. Jellemző rá a kettősség: helyet kap az eszmény és a valóság, a szellem és az anyag, az igazság és a hamisság, a tudat világossága és a tudatlanság sötétsége. Szimbólumai, mint a szárny, hegycsúcs, felhő, galamb, nap, sas, fény utalnak az ideális világra. Sok ellentétet is találunk műveiben: az Ismaelillo-ban a gyermek ereje a gyámoltalanságában, ártatlanságában nyilvánul meg, s ez az apa legjobb, legnemesebb tulajdonságait hozza felszínre.

## Magyarul
- A mi Amerikánk. Válogatott írások; vál. Anderle Ádám, Salvador Bueno, Kerekes György, tan. Salvador Bueno, Kerekes György, José Antonió Portuondo, ford. András László et al.; Európa, Bp., 1973
- A néger baba; ford. Éva et al., vál., szerk. Dornbach Mária; Móra, Bp., 1979
- Aranykor. Történetek gyerekek számára; ford. Dobos Éva; Dobos Éva, Bp., 1994
- Szabad versek / Versos libres; ford. Csala Károly et al., utószó, jegyz. Simor András; Eötvös, Bp., 2001 (Eötvös klasszikusok)
- Egyszerű versek / Versos sencillos; ford. Csala Károly et al., utószó Simor András; Eötvös, Bp., 2007 (Eötvös klasszikusok)
- Aranykor; ford. Dobos Éva, Majtényi Zoltán, Tótfalusi István; Eötvös, Bp., 2008

## Fordítás
- Ez a szócikk részben vagy egészben  a   José Martí című spanyol Wikipédia-szócikk ezen változatának fordításán alapul.  Az eredeti cikk szerkesztőit annak laptörténete sorolja fel. Ez a jelzés csupán a megfogalmazás eredetét és a szerzői jogokat jelzi, nem szolgál a cikkben szereplő információk forrásmegjelöléseként.